# Református templom (Túrkeve)
```
A 
Túrkevei Református Templom
 a város református hitéletének központja, a város egyik legrégebbi és legmeghatározó épülete.
```

## Az egyházközség története
IV. Béla királyunk (1235-1270) - a második honalapító - 1261-ben kelt oklevelében Keveegyházát az egri püspökségnek adományozta. (Az egyházközség Emlék-könyve megállapítja, hogy az 1261-es adománylevél csak megerősíti a korábbi adományozást, amelyet I. László király (1077-1095) tett.)
A település korábbi elnevezése, Keveegyháza, arra enged következtetni, hogy már a 11. századtól egyházi élet folyt a településen, azonban meglehetősen viszontagságos sorsa lehetett. A török és tatárdúlások alatt többször is teljesen elnéptelenedett és elpusztult a falu. Az utolsó rombolás 1683-ban a krími tatárok kegyetlenkedéseikor történt. A reformáció előtti időkről semmilyen egyházi vonatkozású ismeret nem maradt fenn, ugyanakkor a Keveegyháza név már kőtemplomot sejtet. Viszont erről a templomról csak későbbi adatok állnak rendelkezésünkre.
Magyarságunk igen korán, és nagy lelkesedéssel csatlakozott a lutheri, 1517. október 31-én induló reformációhoz. Olyannyira, hogy az ország 1541-es három részre szakadása ellenére is a 16. század végére a népesség több, mint 95%-a protestáns lett. Sorra alakultak a református kollégiumok. Hagyományosan azokat az iskolákat nevezhetjük így, amelyek alap-, közép- és felsőfokú oktatást végeztek, valamint bentlakással rendelkeztek. 1531-ben Sárospatakon és Pápán, 1538-ban Debrecenben alapítottak református kollégiumokat. 1530-ban Mezőtúron Túri Szabó Lukács alapított protestáns iskolát, így vélhetően Keveegyháza is ekkortájt ismerkedett meg az új hitvallással. Friedrich Adolph Lampe az 1728-ban kiadott Historia Ecclesiae Reformatae in Hungaria et Transylvania munkájában Túrkeviről már úgy szól, mint 1567-ban már önálló egyház, esetleg a túri egyház filiája.
A másik, még nyomatékosabb megerősítése az 1560-as években már működő Kevi gyülekezet létének az, hogy a Magyar Református Egyház alapító eseményének az 1567. február 24-26 között tartott, Méliusz Juhász Péter által összehívott debreceni zsinati jegyzőkönyvében a Túri Egyházmegye esperesének a nevét is olvashatjuk.  

## A templom története
Az egyenes záródású templomot Csermák Vencel debreceni építőmester vezetésével 1755-ben építették egy korábban már álló templom alapjaira. A nyugati homlokzat középtengelyében 42 méteres, 1821-ben megmagasított torony áll. A tornyot 18 méter magosságban tűzfigyelő erkély övezi, melyet a helyiek kerengőnek neveznek. Innen mesés panoráma tárulhat a látogatók szeme elé. Észrevehetők a környező városok (Kisújszállás, Mezőtúr) is. Tiszta időben még Püspökladányig is el lehet látni. Az 1845-1847 között bővített templom 52 méter hosszú és 16 méter széles és a bővítést követően 1800 ülőhellyel rendelkezett. A templom főbejárata a keleti oldalon helyezkedik el klasszikus négy ion oszlopos portikusszal.
Belső tere síkfödémű hajó mind két végén kétemeletes karzattal. Berendezése a 19. század közepén a nagy bővítés idején készült. Első orgonája, amely egyben a református egyházmegye első orgonája volt, 1835-ben épült. A templom 1908-ban új, 930 sípos 17 regiszteres Angster orgonát kapott. A toronyban 3 unikális és muzeális Bochumban öntött acélharag lakik. ezeket a harangokat 1859-ban Hajdu Imre adományozta a református gyülekezetnek. A toronyóra 1860 óta mutatja az időt a túrkeveieknek.
A templom első felújítására 1907-ben közadakozásból került sor. Másodszori felújítása 2021-ben fejeződött be a magyar állam támogatásával. Ez alkalommal lecserélték az eredeti toronysisakot és teljeskörűen tatarozták a templom belső és külső tereit is.

## A templom méretei
Az 52 méter hosszú, 16,5 méter széles és 42,5 méter magas templom tűzkiáltó erkélye 18,3 méter magasan van. A hajó belmagassága 12,5 méter. A padok fűtéséhez és a világításhoz közel hét kilométernyi vezeték szükséges. A hajó ablakai 2 méter szélesek és 4,8 méter magasak. A falak helyben készült kistéglából épültek, a „legvéknyabb” falrész 110 cm-es, a torony alatti legvastagabb falak 225 cm-esek. Az emeletes karzatokon és a földszinti padokban körülbelül 1200-1300 ülőhely volt. Ma ennél kevesebb, ugyanis a torony felőli karzatot időszaki kiállító teremként használjuk.

## Harangok
1858-ban tekintetes Hajdú Imre ügyvéd kegyes felajánlására három acélharang készült Bochumban. Az új harangokat Kisújszállásig vasúton, majd onnan Túrkevére szekéren szállíttatták, és 1859. június 27-én érkeztek haza. Csillogásuk miatt ezüstharangoknak mondták őket. Az új, nagyobb harangok fogadására alkalmas állványzatot Koós Imre készítette el a toronyban mocsári tölgyből. Augusztus 15-én emelték le a régieket, és augusztus 20-án szólalhattak meg először az új harangok. Átmérőjük, súlyuk kb: 150 cm (1.607 kg), 126 cm (1022 kg), 102 cm (563 kg). Feliratuk: „Nt Hajdu Imre a turkevei ref. egyháznak 1858”. Érdemes megjegyezni Hajdú Imréről, hogy több nemes lelkű, az oktatást és az egyházat segítő alapítványt is fundált, és jótékonykodása a város határain kívülre is terjedt. A Magyar Tudományos Akadémiának kifejezetten az irodalom és a tudomány támogatására 1000 aranyforintot ajándékozott, amit az Akadémia akkori főtitkára, Arany János levélben köszönt meg neki.
Hajdú Imre másik különleges adománya, 200 arany, az 1873-ban kelt végrendeletének teljesítéseképpen Turinba, Kossuth Lajoshoz jutott el. Kossuth levélben fejezte ki háláját az örökhagyó öccsének. Harangjaink 2012 óra korszerű vezérléssel szólalnak meg.

## A templom orgonája
1835-36-ban készült el templomunk első hangszere, mely a Nagykunság első orgonája volt. Komornyik Benedek orgonaépítő mester építette. A hangszer azonban az 1845-47-es templombővítést követően már nem volt elegendő ahhoz, hogy a megnövekedett gyülekezetet szolgálja, ezért többszöri javítás után egy új építése mellett döntöttek.
Az új orgonát az Európa szerte ismert cég, az Angster József és fia készítette el 1908-ban. Az opus 615. sorszámú hangszer kétmanuálos, pedálsoros, 17 regiszteres. Összesen 930 db sípja van. Különösen tragikus története van, mert mindössze nyolc évig működhetett érintetlenül, hiszen az első világháborúban, 1916-ban a kívülről is látható homlokzati sípsorát rekvirálták. Ekkor kályhaezüsttel festett bádogsípokkal pótolták. Az orgona 2014-es teljes restaurálásakor az eredeti gyártási dokumentumok segítségével azonban pontosan ugyanolyan anyagokkal, és paraméterek szerint visszaállítottuk eredeti állapotába. Így most ugyanúgy gyönyörködhetünk hangjában, és látványában is, mint elődeink.

## Toronyóra
Szintén 1859-ban készült el a mai is működő toronyóra. Az ütőmű a középső harangon a negyedeket, míg a nagyharangon az órákat üti. A vörösrézből készült mutatók ellensúlya hold ábrázolás A számlap cseréjét, és a mutatók felújítását 2021-ben végezte el a gyülekezet.
- a templom keleti karzata
- a szószék
- a keleti karzat második szintje
- a templom nyugati karzata